# Perizoma pronunciata
Perizoma pronunciata là một loài bướm đêm trong họ Geometridae.